# 6-Stunden-Rennen auf dem Nürburgring 2015

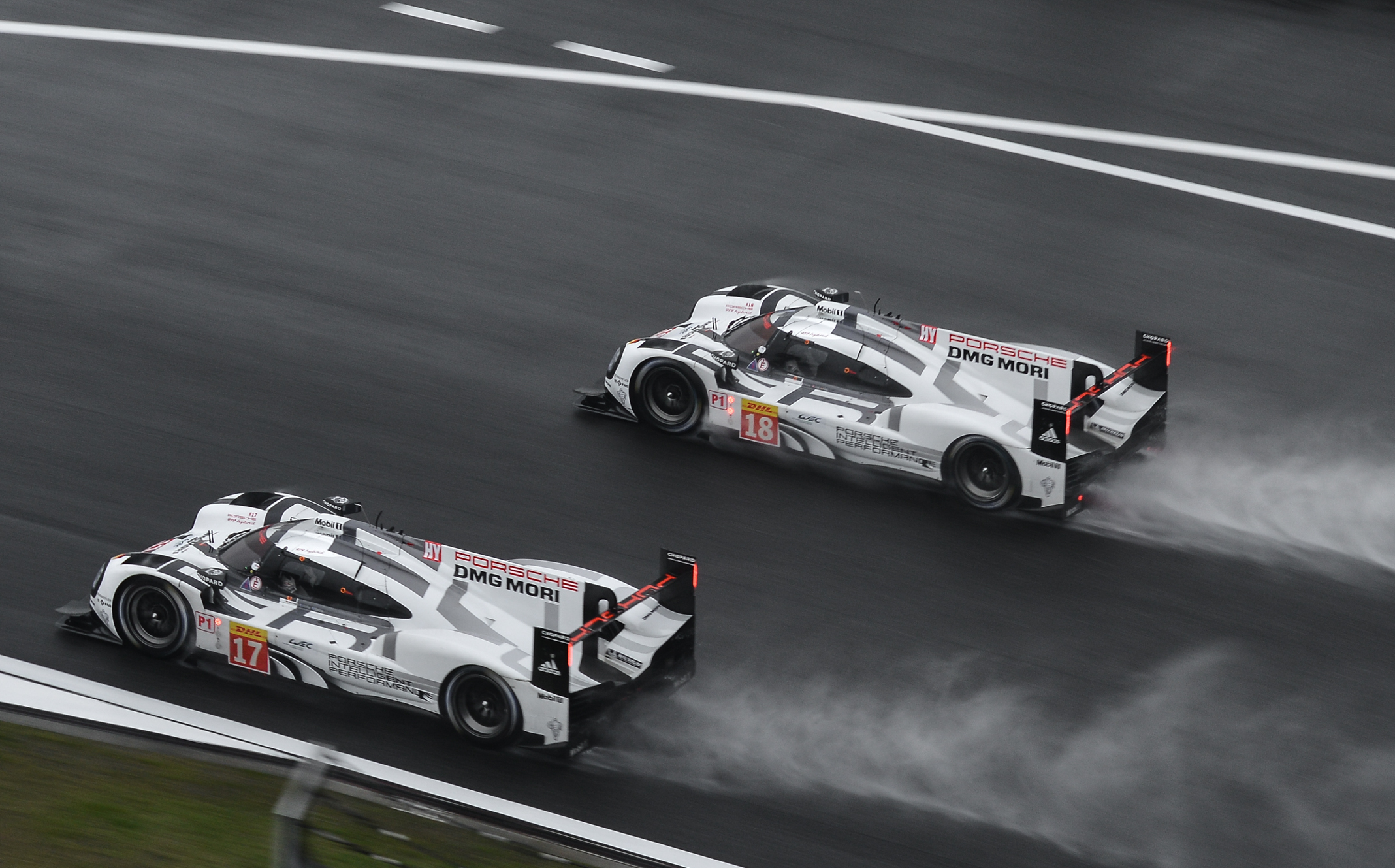
Die beiden siegreichen Porsche 919 Hybrid, hier beim 6-Stunden-Rennen von Shanghai 2015

Das 6-Stunden-Rennen auf dem Nürburgring 2015, auch FIA WEC 6-Stunden-Rennen am Nürburgring, fand am 30. August auf dem Nürburgring statt und war der vierte Wertungslauf der FIA-Langstrecken-Weltmeisterschaft dieses Jahres.

## Das Rennen
Mit der Einführung der Sportwagen-Weltmeisterschaft 1953 begann die Geschichte des 1000-km-Rennens auf dem Nürburgring. Die Langstreckenrennen über die Nordschleife entwickelten sich zum Zuschauermagnet und zählten in den 1960er-Jahren zu den wichtigsten internationalen Motorsportveranstaltungen. Mit dem Niedergang der Sportwagen-Weltmeisterschaft nahm auch das Interesse am 1000-km-Rennen immer mehr ab. Die letzte Veranstaltung im Rahmen der Weltmeisterschaft fand 1991 statt. Verkürzt auf eine 480-km-Distanz gewannen Derek Warwick und David Brabham im Jaguar XJR-14 das Rennen. Danach verschwand es für neun Jahre aus dem Rennkalender und kehrte 2000 im Rahmen der American Le Mans Series wieder zurück.
Vier Jahre nach Wiedereinführung einer Weltmeisterschaft erhielt das 1000-km-Rennen wieder einen Weltmeisterschaftsstatus. Die beiden Werks-Porsche 919 Hybrid erfüllten die Hoffnungen der Veranstalter auf einen Heimsieg und kamen als Gesamterster und Zweiter ins Ziel. Timo Bernhard, Brendon Hartley und Mark Webber siegten mit dem Vorsprung von einer Runde auf die Teamkollegen Marc Lieb,  Romain Dumas und Neel Jani.

## Ergebnisse

### Schlussklassement
| 1           | LMP1      | 17 | Porsche Team              | Timo Bernhard Brendon Hartley Mark Webber             | Porsche 919 Hybrid       | 203 |
| 2           | LMP1      | 18 | Porsche Team              | Marc Lieb Romain Dumas Neel Jani                      | Porsche 919 Hybrid       | 202 |
| 3           | LMP1      | 7  | Audi Sport Team Joest     | André Lotterer Marcel Fässler Benoît Tréluyer         | Audi R18 E-Tron quattro  | 202 |
| 4           | LMP1      | 8  | Audi Sport Team Joest     | Loïc Duval Lucas di Grassi Oliver Jarvis              | Audi R18 E-Tron quattro  | 202 |
| 5           | LMP1      | 1  | Toyota Racing             | Anthony Davidson Sébastien Buemi Kazuki Nakajima      | Toyota TS040 Hybrid      | 200 |
| 6           | LMP1      | 2  | Toyota Racing             | Alexander Wurz Stéphane Sarrazin Mike Conway          | Toyota TS040 Hybrid      | 199 |
| 7           | LMP2      | 47 | KCMG                      | Matthew Howson Richard Bradley Nick Tandy             | Oreca 05                 | 185 |
| 8           | LMP2      | 26 | G-Drive Racing            | Roman Rusinov Julien Canal Sam Bird                   | Ligier JS P2             | 185 |
| 9           | LMP2      | 28 | G-Drive Racing            | Gustavo Yacamán Ricardo González Luís Felipe Derani   | Ligier JS P2             | 184 |
| 10          | LMP2      | 43 | Team SARD Morand          | Oliver Webb Pierre Ragues Archie Hamilton             | Morgan LMP2 Evo          | 184 |
| 11          | LMP2      | 36 | Signatech Alpine          | Nelson Panciatici Paul-Loup Chatin Vincent Capillaire | Alpine A450b             | 183 |
| 12          | LMP2      | 30 | Extreme Speed Motorsports | Scott Sharp Ryan Dalziel David Heinemeier Hansson     | HPD ARX-03b              | 183 |
| 13          | LMP2      | 42 | Strakka Racing            | Nick Leventis Jonny Kane Danny Watts                  | Gibson 015S              | 181 |
| 14          | LMP2      | 31 | Extreme Speed Motorsports | Ed Brown Johannes van Overbeek Jon Fogarty            | HPD ARX-03b              | 177 |
| 15          | LMGTE Pro | 91 | Porsche Team Manthey      | Richard Lietz Michael Christensen                     | Porsche 911 RSR          | 176 |
| 16          | LMGTE Pro | 92 | Porsche Team Manthey      | Patrick Pilet Frédéric Makowiecki                     | Porsche 911 RSR          | 175 |
| 17          | LMGTE Pro | 71 | AF Corse                  | Davide Rigon James Calado                             | Ferrari 458 Italia GT2   | 175 |
| 18          | LMP1      | 4  | Team ByKolles             | Simon Trummer Pierre Kaffer                           | CLM P1/01                | 175 |
| 19          | LMGTE Pro | 95 | Aston Martin Racing       | Christoffer Nygaard Marco Sørensen                    | Aston Martin Vantage GTE | 175 |
| 20          | LMGTE Pro | 99 | Aston Martin Racing       | Fernando Rees Alex MacDowall Richie Stanaway          | Aston Martin Vantage GTE | 174 |
| 21          | LMGTE Pro | 97 | Aston Martin Racing       | Darren Turner Stefan Mücke Jonny Adam                 | Aston Martin Vantage GTE | 173 |
| 22          | LMP1      | 12 | Rebellion Racing          | Nicolas Prost Nick Heidfeld Mathias Beche             | Rebellion R-One          | 173 |
| 23          | LMGTE AM  | 72 | SMP Racing                | Viktor Shaitar Aleksey Basov Andrea Bertolini         | Ferrari 458 Italia GT2   | 173 |
| 24          | LMGTE AM  | 98 | Aston Martin Racing       | Paul Dalla Lana Pedro Lamy Mathias Lauda              | Aston Martin Vantage GTE | 172 |
| 25          | LMGTE AM  | 83 | AF Corse                  | François Perrodo Emmanuel Collard Rui Águas           | Ferrari 458 Italia GT2   | 172 |
| 26          | LMGT Am   | 77 | Dempsey-Proton Racing     | Patrick Dempsey Patrick Long Marco Seefried           | Porsche 911 RSR          | 172 |
| 27          | LMGTE Am  | 50 | Larbre Compétition        | Gianluca Roda Paolo Ruberti Kristian Poulsen          | Chevrolet Corvette C7.R  | 171 |
| 28          | LMGTE Am  | 88 | Abu Dhabi-Proton Racing   | Christian Ried Earl Bamber Khaled Al Qubaisi          | Porsche 911 RSR          | 170 |
| 29          | LMGTE Am  | 96 | Aston Martin Racing       | Roald Goethe Stuart Hall Francesco Castellacci        | Aston Martin Vantage GTE | 169 |
| 30          | LMGTE Pro | 51 | AF Corse                  | Gianmaria Bruni Toni Vilander                         | Ferrari 458 Italia GT2   | 168 |
| Ausgefallen |           |    |                           |                                                       |                          |     |
| 31          | LMP1      | 13 | Rebellion Racing          | Alexandre Imperatori Dominik Kraihamer Daniel Abt     | Rebellion R-One          | 1   |

### Nur in der Meldeliste
Hier finden sich Teams, Fahrer und Fahrzeuge, die ursprünglich für das Rennen gemeldet waren, aber aus den unterschiedlichsten Gründen daran nicht teilnahmen.
| Pos. | Klasse | Nr. | Team       | Fahrer                                      | Chassis      |
| ---- | ------ | --- | ---------- | ------------------------------------------- | ------------ |
| 32   | LMP2   | 35  | OAK Racing | Jacques Nicolet Jean-Marc Merlin Érik Maris | Ligier JS P2 |

### Klassensieger
| Klasse    | Fahrer         | Fahrer              | Fahrer           | Fahrzeug               | Platzierung im Gesamtklassement |
| --------- | -------------- | ------------------- | ---------------- | ---------------------- | ------------------------------- |
| LMP1      | Timo Bernhard  | Brendon Hartley     | Mark Webber      | Porsche 919 Hybrid     | Gesamtsieg                      |
| LMP2      | Matthew Howson | Richard Bradley     | Nick Tandy       | Oreca 05               | Rang 7                          |
| LMGTE Pro | Richard Lietz  | Michael Christensen |                  | Porsche 911 RSR        | Rang 15                         |
| LMGTE Am  | Viktor Shaitar | Aleksey Basov       | Andrea Bertolini | Ferrari 458 Italia GT2 | Rang 23                         |

### Renndaten
- Gemeldet: 32
- Gestartet: 31
- Gewertet: 30
- Rennklassen: 4
- Zuschauer: 62.000
- Wetter am Rennwochenende: heiß und trocken
- Streckenlänge: 5,148 km
- Fahrzeit des Siegerteams: 6:01:16,966 Stunden
- Runden des Siegerteams: 203
- Distanz des Siegerteams: 1045,044 km
- Siegerschnitt: 173,200 km/h
- Pole Position: Neel Jani – Porsche 919 Hybrid (#18) – 1:36,192
- Schnellste Rennrunde: Neel Jani – Porsche 919 Hybrid (#18) – 1:37,955 = 188,800 km/h
- Rennserie: 4. Lauf zur FIA-Langstrecken-Weltmeisterschaft 2015